# Аллан Ганн
Аллан Ганн (англ. Allan Gunn; 23 листопада 1943—2004) — англійський футбольний арбітр, який працював на матчах Футбольної ліги, а потім і новоствореної Прем'єр-ліги. Арбітр ФІФА у 1987—1991 роках.

## Кар'єра
Ганна розпочав суддівську кар'єру як лайнсмен в 1974 році. Протягом наступних років він часто був асистеном головного арбітра у тодішньому Першому дивізіоні Футбольної ліги. У 1986 році він був лайнсменом у бригаді Алана Робінсона на фіналі Кубка Англії між «Евертоном»" та «Ліверпулем». Саме Робінсона, який завершував міжнародну кар'єру, Ганн замінив у списку арбітрів ФІФА у наступному сезоні 1986/87.
Після цього Аллан став головним арбітром. У 1987 році він відсудив фінал Кубка асоційованих членів між «Менсфілдом» та «Бристоль Сіті». Це був перший фінал Кубка, переможець якого визначався в серії пенальті. Через два роки, у квітні 1989 року, він працював у фіналі Кубка повноправних членів, в якому «Ноттінгем Форест» здолав «Евертон» (4:3). Через кілька місяців він був призначений на Суперкубок Англії. Багато арбітрів, які судили цей турнір, незабаром отримували і призначення на фінал Кубка Англії. Ганн не виявився винятком і отримав свій шанс наприкінці того ж сезону 1989/90, відсудивши.фінал між «Манчестер Юнайтед» та «Крістал Пелес», який закінчився внічию 3:3 після додаткового часу. В переграванні, яке теж обслуговував Ганн, виграв Юнайтед з рахунком 1:0.
На міжнародній арені він був арбітром ряду клубних зустрічей, але його найбільш помітним поєдинком був матч відбору до чемпіонат світу у квітні 1989 року, в якому Португалія перемогла Швейцарію 3:1.
Спочатку він повинен був завершити кар'єру наприкінці сезону 1990/91, однак йому було надано право продовжити роботу. Через кілька місяців ФІФА зменшив максимальний вік своїх арбітрів до 45 років, і разом з багатьма іншими арбітрами Аллан змушений був завершити міжнародну суддівську кар'єру наприкінці 1991 року. Однак він продовжував судити в Англії. Він був обраний в числі арбітрів до новоствореної Прем'єр-ліги в 1992 році, а в 1993 році відсудив фінал Кубка ліги між «Арсеналом» і «Шеффілдом Венсдей».
На початку 1994 року він вирішив завершити кар'єру наприкінці сезону у віці 51 року, після 17-річної кар'єри на найвищому рівні. Він прийняв пропозицію від ФА у 2000 році стати членом відеопанелі, де розглядаються події матчів та дисциплінарні питання.
Помер у 2004 році.